# ناتاليا غافريليتا
ناتاليا غافريليتا (مواليد 21 سبتمبر 1977) هي سياسية من مولدوفا تشغل منصب رئيس وزراء مولدوفا منذ 2021.